# Weinbergshaus (Altenbamberg)

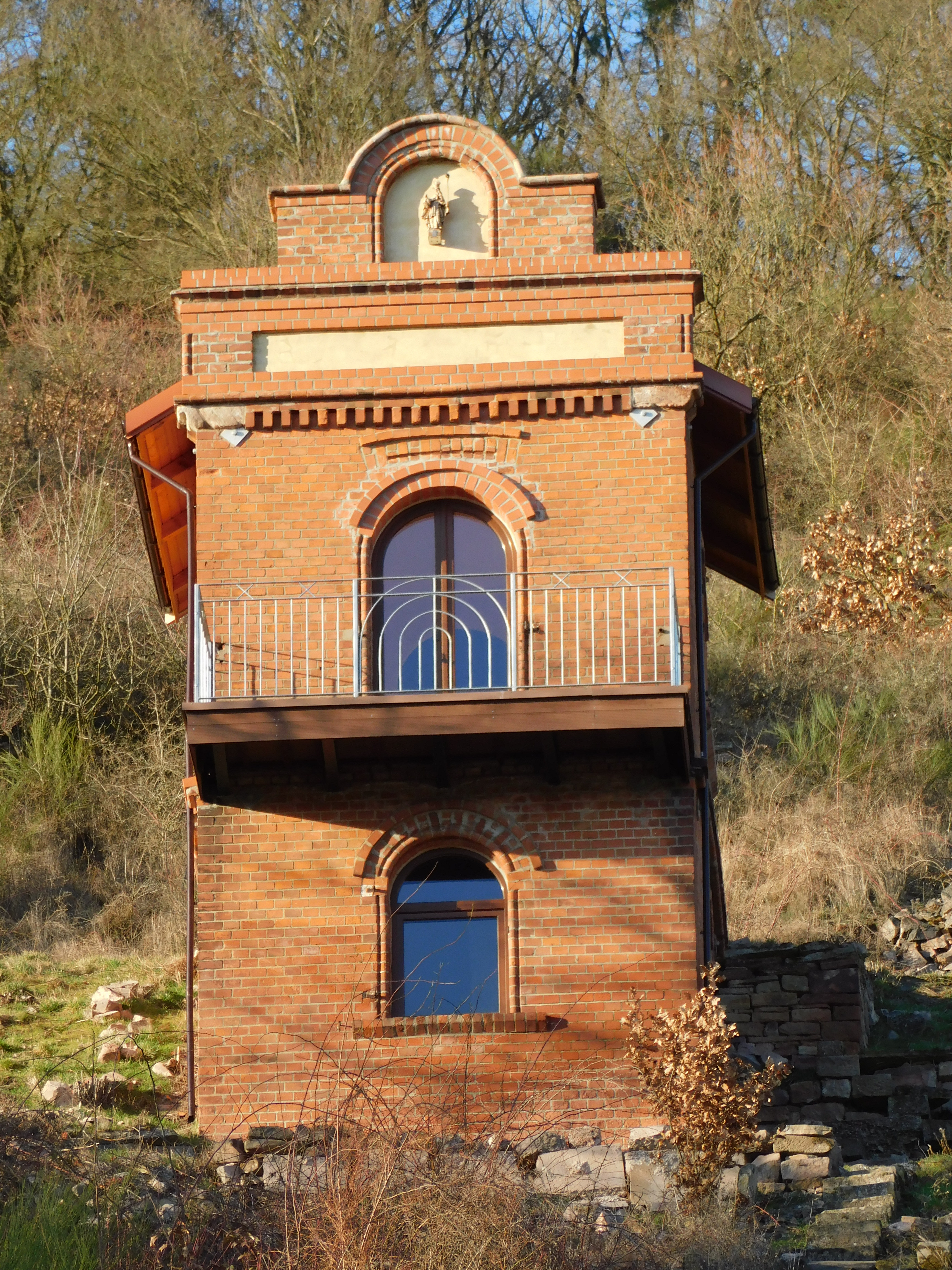
Weinbergshaus in Altenbamberg

Das Weinbergshaus in Altenbamberg, einer Ortsgemeinde im Landkreis Bad Kreuznach in Rheinland-Pfalz, wurde um 1890 errichtet. Das Weinberghaus südöstlich des Ortes in der Flur Eilbacher Hang ist ein geschütztes Kulturdenkmal.
Der zweigeschossige Klinkerbau mit Rundbogenfenstern im Stil der Gründerzeit wird von einer Heiligenfigur in einer Nische auf dem Dach geschmückt. Dargestellt ist der heilige Urban von Langres, der Patron der Winzer. Der Legende zufolge war er einst in arger Bedrängnis und verbarg sich vor seinen Verfolgern hinter einem Weinstock. Zu seinen Ehren werden an seinem Gedenktag, dem 2. April, in manchen Weingegenden Bittprozessionen abgehalten.